# Durbania
Durbania là một chi bướm ngày thuộc họ Lycaenidae.

## Các loài
- Durbania amakosa Trimen, 1862
- Durbania limbata Trimen, 1887